# Крум Петков
Крум Петков е полски учен от български произход, преподавател и професор в Западнопомеранския технологичен университет. От 1986 г. до 2006 г. ръководи Катедрата по хранене и управление на фуражите за животни.

## Биография
Крум Николов Петков е роден на 16 януари 1937 г. в село Генерал Николаево, днес квартал на град Раковски, в семейството на Никола Венков Петков и Ана Йозова Съблева. 
През 1959 г. завършва Аграрния университет в Пловдив. Хабилитира се през 1982 г. във факултета по животновъдство на Аграрния университет в Шчечин, Полша. С решение на полския министър на висшето образование от 1 август 1983 г. е назначен за доцент, а от 15 октомври 1991 г. - за извънреден професор. През 1994 г. президентът на Република Полша му присъжда научната титла професор, а през 1998 г. министърът на народното образование го назначава за редовен професор.
От 1986 г. проф. Петков е ръководител на Катедрата по хранене и управление на фуражите за животни в Аграрния университет в Шчечин (по-късно Катедрата по хранене и храни за животни на Западнопомеранския технологичен университет в Шчечин). Той заема тази длъжност до 2006 г.
Научните постижения на проф. д-р Крум Петков са публикувани в книги и глави в книги, статии в чуждестранни научни списания, в чуждоезични списания, публикувани в Полша, в национални научни списания, в местни журнали, други публикувани научни трудове, доклади и резюмета в материали от международни и национални конференции, реализирани проектни решения и технологии, наградени проекти, работи за стопански субекти, становища, експертизи, общо 339 броя.
Сред важните публикации са:
- ръководство за упражнения "Генетика на животните и методи на развъждане" (съавтор),
- методическо ръководство по "Животновъдство" за студенти към Аграрния факултет (съавтор),
- методически ръководство за студенти задочно магистърско обучение в Аграрния факултет (съавтор),
- методическо ръководство в областта на храненето на животните и фуражите за студенти от Западнопомеранския технологичен университет (съавтор),
- методическо ръководство за задочни студенти по селско стопанство в Аграрния факултет (съавт.),
- учебник "Хранене и фуражни науки" (съавт.).

Професор Петков участва активно в работата на редица научни съвети и университетски и национални комисии, сред които:
- Комисията за научните звания и степени, в работата на ЦНС,
- Комитета по научни изследвания, и
- Комитета по зоотехнически науки на Полска академия на науките - секция за хранене на животни.

Приживе е член на Полското зоотехническо дружество и Научното дружество в Шчечин.
За своите професионални, научни и организационни заслуги, професорът е награждаван многократно . Наред с други награди, той е носител на:
- Медал за заслуги към Аграрния университет в Шчечин,
- Медал на Националната образователна комисия,
- Златен кръст за заслуги, и
- Рицарски кръст на Ордена на Polonia Restituta.

Професор Крум Петков умира през 2015 г. Той е погребан на 1 декември 2015 г. на Централните гробища в Шчечин.